# 六輪村
六輪村（ろくわむら）は、愛知県中島郡にかつてあった村。
現在の稲沢市平和町の南部に該当する。

## 歴史
- 1889年（明治22年）10月1日 - 塩川村、城西村、下起村、娶振新田村、勝幡新田村、塩川新田村が合併し発足。
- 1906年（明治39年）5月2日 - 左右川村、井長谷村の一部、三宅村の一部と合併。平和村が発足。同日六輪村は廃止。

## 鉄道
- 尾西鉄道
  - 六輪駅